# Hruštička menší

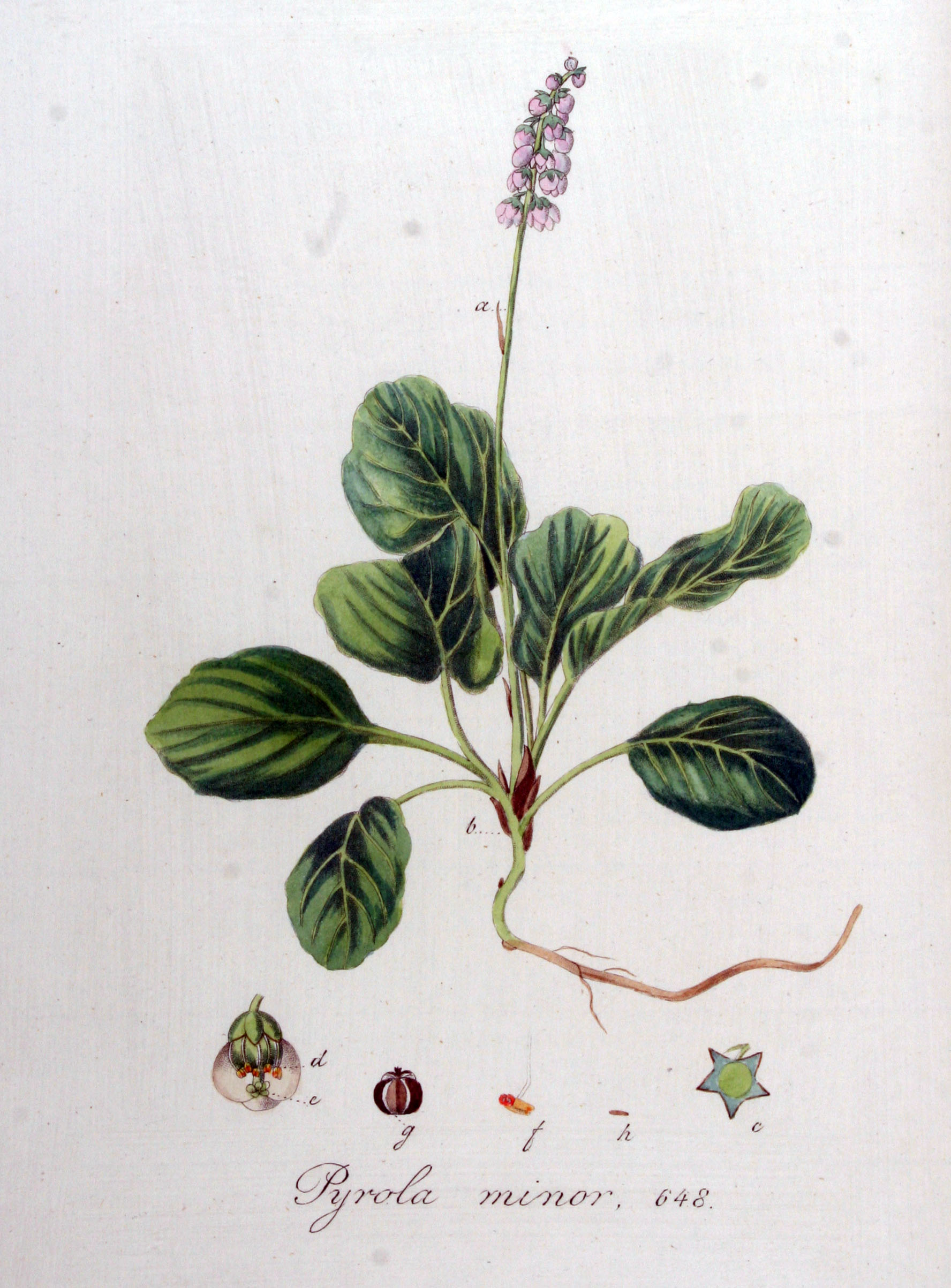
Zobrazení byliny

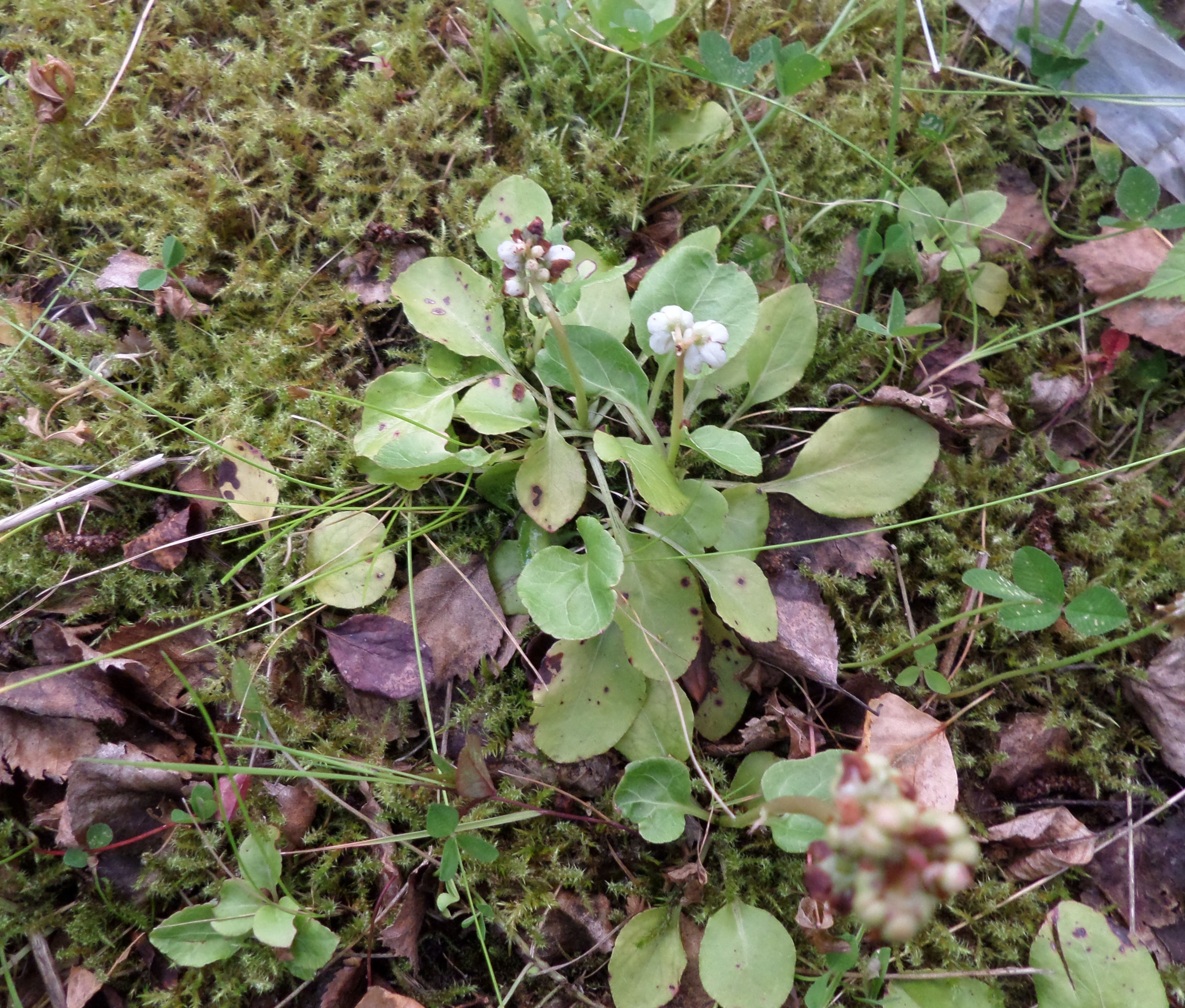
Listy

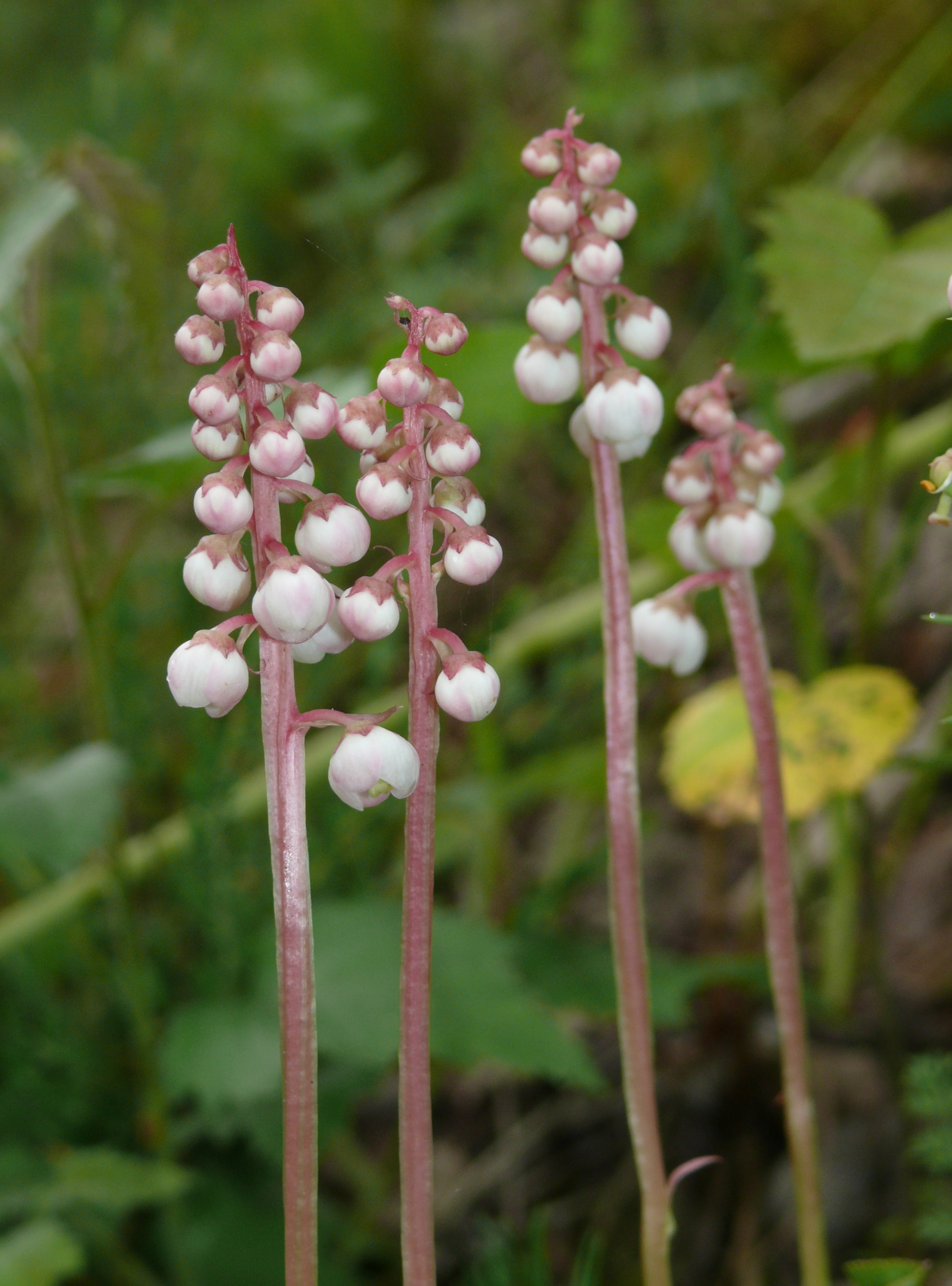
Květenství

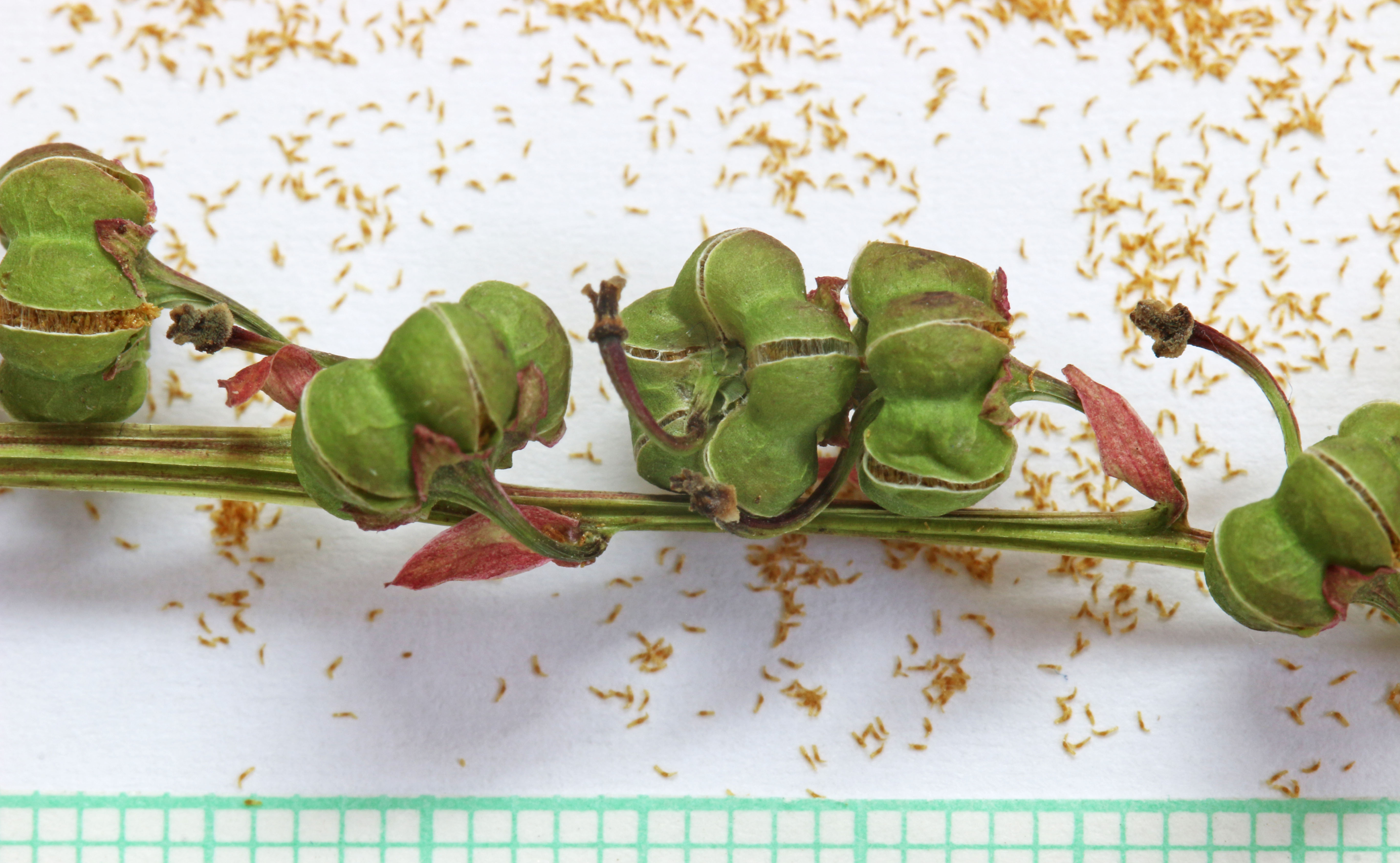
Plody a semena

Hruštička menší (Pyrola minor) je nízká, vytrvalá, stálezelená, planě rostoucí rostlina vyšších poloh, kvetoucí v létě nevelkými, světlými, nicími květy. Je jedním ze čtyř druhů nevelkého rodu hruštička, které se vyskytují v české přírodě. Rodové jméno Pyrola je odvozeno od tvaru přízemních listů, které připomínají hrušku (pyrus latinsky hruška).

## Rozšíření
Druh s rozsáhlejším cirkumpolárně boreálním areálem. Vyskytuje se takřka v celé Evropě, přes Island a Skandinávii až za polární kruh. Na východě zasahuje přes Rusko a Turecko na Kavkaz, do západní Sibiře a Střední Asie, ostrůvkovitě se vyskytuje na jihu Sibiři, v Mongolsku, severní Číně, na Dálném východě až na Kamčatce, s přesahem na Korejský poloostrov a severní ostrovy Japonska. Dále za Beringovou úžinou v Severní Americe roste na Aljašce, v převážné části Kanady, na jihu Grónska a téměř v celých Spojených státech amerických. Protože hruštička menší nemiluje teplé klíma, roste v jižních krajích převážně v horských polohách a v severních spíše ve středních polohách a nížinách, nejčastěji na mechových místech v jehličnatých boreálních lesích nebo na jejích okrajích, v houštinách okolo potoků, v bažinách, po okrajích močálů i v chladné tundře. Obsazuje nadmořské výšky od 10 do 3700 m n. m.
V České republice se vyskytuje po celém území, ale nerovnoměrně. Nejvíce roste ve vyšším oreofytiku, ve středních polohách je méně častá a v nižších dokonce vzácná. Z nejvyšších míst je známa z přibližně 1200 m n. m. ve Velké kotlině v Hrubém Jeseníku a nejníže roste ve 170 m n. m. v okolí Hodonína.

## Ekologie
Hemikryptofyt s fenologickým optimem výskytu od června do srpna. Roste obvykle v polostinných listnatých i jehličnatých lesích, nejčastěji březových, případně na jejich mýtinách nebo na málo výživných lesních okrajích; neroste na otevřených loukách. Preferuje vlhké, slabě kyselé, kypré, hlinité půdy, velmi často si vybírá stanoviště v mechu. Kvete v červnu a červenci, plody dozrávají v srpnu a září.
Kromě fotosyntézy získává část živin, hlavně v době klíčení, mykorhizou. Její kořeny se symbioticky pojí se stejnými houbami, které tvoří mykorhizu nejen s kořeny lesních stromů, ale i s kořeny vřesů, díky tomu může růst i v bezlesé tundře za polárním kruhem. V severských krajích sice kvete, však semena vytváří jen zřídka. Na stanovištích s příznivými podmínkami roste v koloniích čítajících i několik desítek kvetoucích rostlin. Druh má ploidii 2n = 46.

## Popis
Vytrvalá bylina s přímou, nevětvenou, 10 až 20 cm vysokou, výrazně hranatou a lysou lodyhou vyrůstající z plazivého, provazovitého oddenku. Stálezelené jednoduché listy vyrůstající v přízemní růžici mají křídlatý řapík, jejich celistvé čepele jsou 3 až 6 cm dlouhé a 2 až 4 cm široké, bývají okrouhle vejčité, na bázi zúžené do řapíku, na vrcholu tupě špičaté, po obvodě vroubkované, slabě kožovité a na líci tmavší než na rubu. Lodyžní listy bývají pouhé vejčité šupiny rostoucí v počtu jeden až čtyři v horní polovině lodyhy, někdy však zcela chybí.
Na vrcholu lodyhy se vyvíjejí v deseti až patnáctičetném hroznovitém květenství bílé až narůžovělé květy. Jsou radiálně symetrické, nicí, mají 4 mm dlouhé stopky, vyrůstají v paždí drobných, kopinatých listenů stejně dlouhých či kratších než stopky a při kvetení vydávají jemnou mandlovou vůni. Srostlolupený, vytrvalý kalich má pět zelených nebo narůžovělých cípů, které jsou 2 mm dlouhé a široce trojúhelníkovité. Kulovitá, pětičetná koruna má lístky bílé nebo narůžovělé, okrouhle vejčité, 5 mm dlouhé. Z koruny ční deset tyčinek nesoucí podlouhlé, lysé prašníky otvírající se otvorem na vrcholu. Lepkavý trikolporátní pyl v semeníku je uspořádán v tetrádách. Čnělka pětiplodolistového semeníku je přímá, 3 mm dlouhá a z květu nevyčnívá, její hlavičkovitá blizna má pět drobných laloků a je dvojnásobně širší než čnělka. Květy neprodukují nektar a opylují se autogamně nebo entomogamně.
Plod je zelená, převislá, kulovitá, pukavá, suchá tobolka o průměru 5 mm. Otvírá se odzdola pěti chlopněmi a obsahuje mnoho vejčitých, velmi drobných semen.

## Rozmnožování
Rozmnožuje se rozrůstáním plazivého oddenku nebo jemnými, prachu podobnými semeny, která vítr zanáší na velké vzdálenosti. Drobné semeno však obsahuje jen minimální zásobu látek nutnou pro vznik nového jedince a musí proto zapadnout do bezprostřední blízkosti vlákna vhodného houbového mycelia. S podhoubím se postupně spojí a za pomoci symbiotické houby si erikoidní mykorhizou zajistí z půdy anorganické látky nutné pro růst. Ze semene se vyvine prvotní výhonek nového semenáče, který po několik let žije skrytě pod zemí. Teprve až zakoření a zesílí, vyroste jeho zelená část nad terén a nová rostlina začne přijímat živiny i fotosyntézou, přitom část vytvořených cukrů předává houbě.

## Záměna
Všechny čtyři druhy hruštičky rostoucí v české krajině jsou si velmi podobné a někdy rostou i společně. Pro jejich odlišení lze použít tyto hlavní morfologické znaky:
Hruštička menší i hruštička okrouhlolistá (Pyrola rotundifolia) mají koruny kulovité, kdežto hruštička okrouhlolistá (Pyrola rotundifolia) a hruštička zelenokvětá (Pyrola chlorantha) mají koruny zvonkovité.
Hruštička menší má kalich s překrývající se cípy a asi 2 mm dlouhou rovnou čnělku s dvojnásobně širokou bliznou, hruštička střední má kalich s nepřekrývajícími se cípy a asi 5 mm dlouhou zakřivenou čnělku se stejně širokou bliznou. Hruštička okrouhlolistá má listeny delší než květní stopky, květy bílé či narůžovělé a v nich asi 8 mm dlouhou čnělku, hruštička zelenokvětá má listeny kratší než stopky, květy žlutozelené a asi 6 mm dlouhou čnělku.

## Ohrožení
Hruštička menší je v ČR původním a nejčastěji se vyskytujícím druhem, je ale poměrně vzácná a podle "Červeného seznamu cévnatých rostlin České republiky z roku 2012" je považována za ohrožený druh (C3). V minulosti bývala poměrně hojným druhem, hlavně ve vyšších a středních polohách, který ovšem z obvyklých míst značně ustoupil. Hlavním faktorem ohrožení je lesní intenzivní holosečné hospodaření, stejně jako hustě zapojené smrkové monokultury. Výrazný úbytek stanovišť zapříčiňuje i celková ruderalizace nebo úplný zánik oligotrofních lesních okrajů a světlin podél lesních cest a pěšin, kde rostliny často s úspěchem po dlouhou dobu rostly.